# Pio Enea I Obizzi

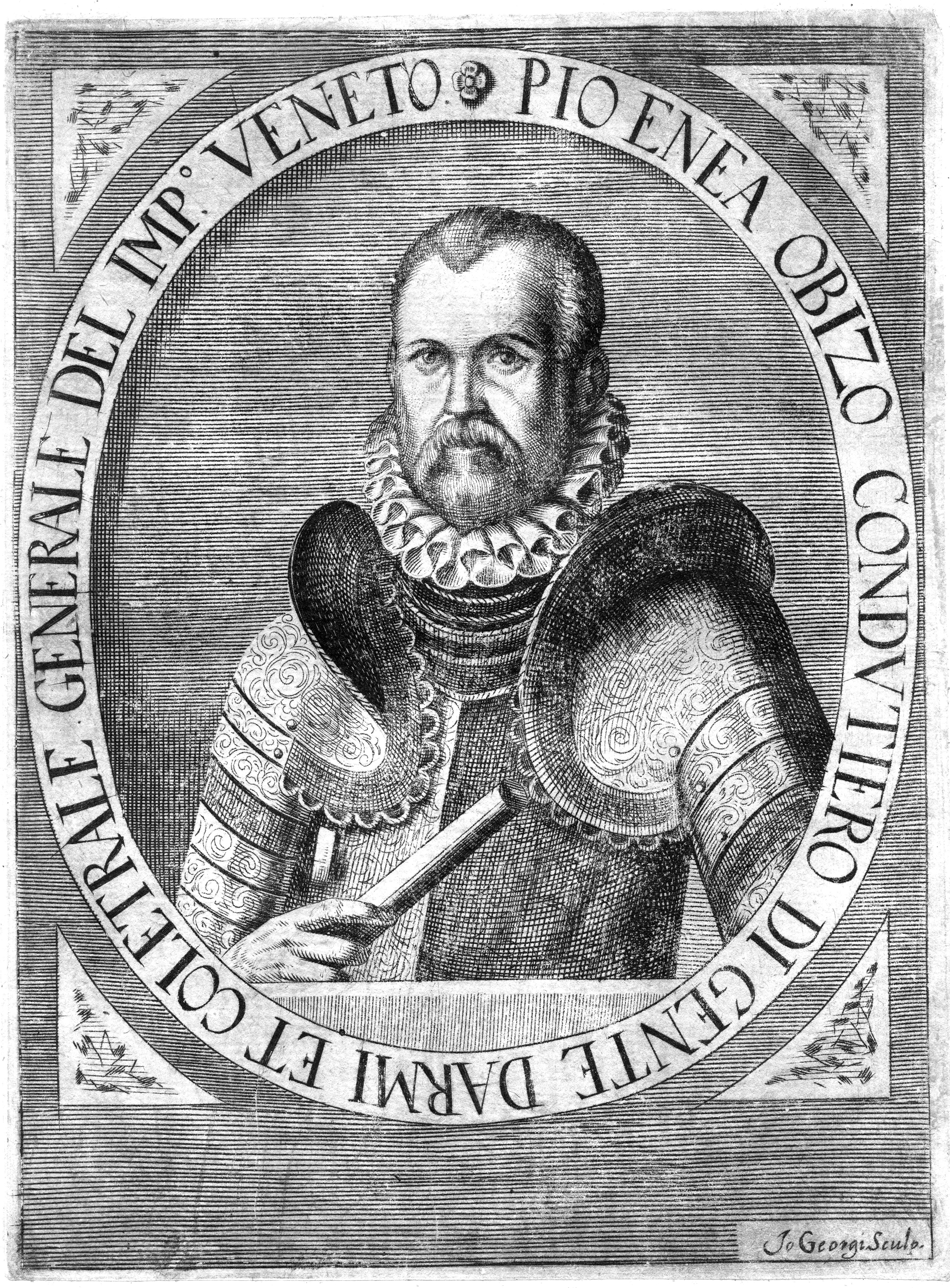

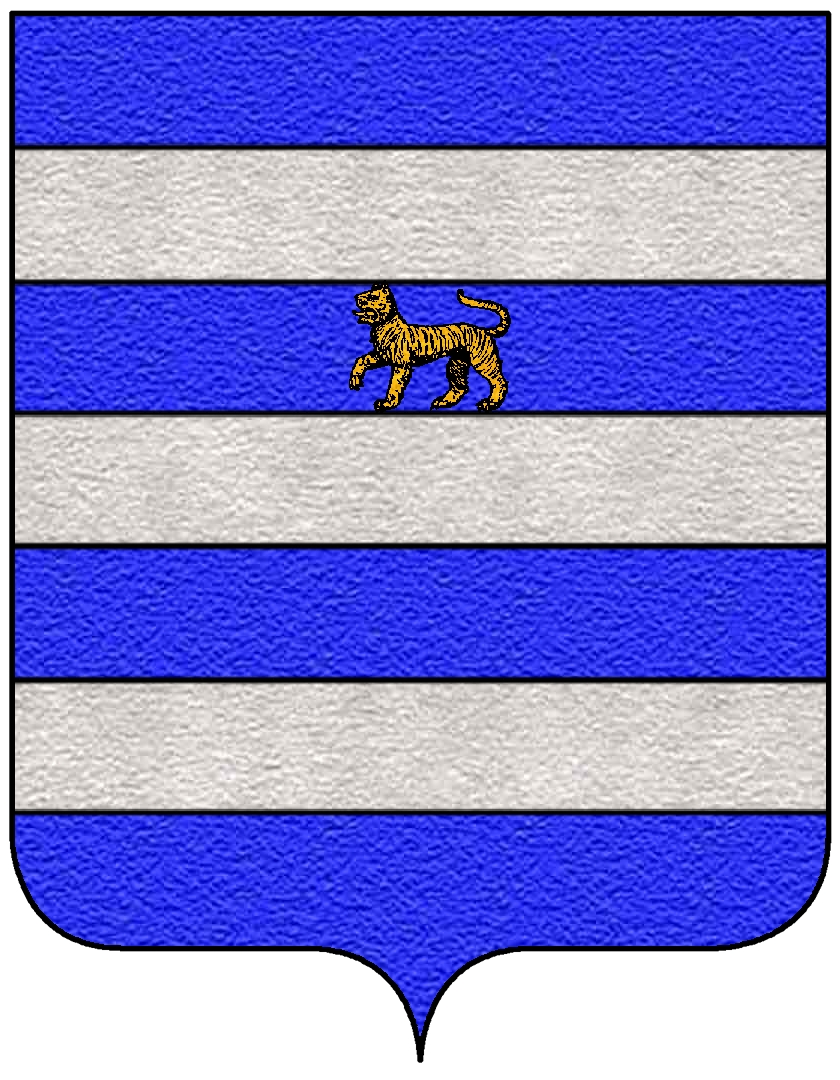
Stemma degli Obizzi (Padova)

Pio Enea I Obizzi (Padova, 1525 – 1589) è stato un nobile italiano.

## Biografia
Figlio di Gaspare degli Obizzi e di Beatrice Pia secondogenita di Giovanni Ludovico Pio di Savoia signore di Carpi, nel 1563 sposò Eleonora Martinengo e successivamente Anna Da Passano. Ebbe tre figli, Roberto, Livia e Obizzo. Fu un uomo d'armi, marchese, gli è stato attribuita l'invenzione dell'obice, che, secondo tale attribuzione, avrebbe preso il nome da lui, mentre in realtà l'obice (hofunice in boemo) risale alle guerre hussite, antecedenti di un secolo. Nel 1570 fece costruire il Castello del Catajo, situato nel comune padovano di Battaglia Terme. Inoltre fu condottiero della Repubblica di Venezia (a quel tempo Serenissima). Fa parte della dinastia degli Obizzi.